# Republikánské primární volby ve Francii 2016

Mapa znározňující výsledky 2. kola podle jednotlivých departmentů, oranžovou barvou znázorněny departmenty, v nichž vyhrál Francois Fillon.

Republikánské primární volby 2016 se historicky poprvé konaly ve Francii v listopadu 2016. Republikáni chtěli stranu sjednotit a do prezidentských voleb vyslat jednoho silného kandidáta místo více různých, mezi kterými by se hlasy voličů roztříštily. Forma voleb byla dvoukolová. V prvním kole, které se konalo 21. listopadu 2016, se utkali tři kandidáti – bývalý prezident Nicolas Sarkozy, bývalý ministerský předseda Francois Fillon a bývalý premiér Alain Juppé. V prvním kole dominoval Francois Fillon, nikdo z kandidátů však nedosáhl více než 50% hlasů, tudíž se konalo kolo druhé, které se uskutečnilo 27. listopadu 2016.

## Kandidáti
Voleb se účastnilo celkem 7 republikánů. Francois Fillon, Alain Juppé, Nicolas Sarkozy, Nathalie Kosciusko - Morizet, Bruno Le Maire, Jean-Frédéric Poisson a Jean Francois Cope. Prvním třem jmenovaným byly však průzkumy předpovídány největší šance.

### Nicolas Sarkozy
Nicolas Sarkozy byl prezidentem Francie v letech 2007 – 2012. Ve svém programu se zaměřuje na deregionizaci malých firem, požaduje zrušení dceřiných firem a zrušení odborů u malých a středních firem. V sociálních otázkách zastává například názor, že by léčba chronicky nemocných lidí měla být celá hrazena ze státních peněz. V aktuální době pravděpodobně nejzajímavější částí programu je ta, která se týká terorismu a uprchlické krize. Chce zpřísnit proces získávání francouzského občanství, aby se zamezilo počtu uprchlíků a přistěhovalců v zemi. Osoby podezřelé, nebo obviněné z terorismu budou uvězněni ve speciálním záchytném táboře. V otázce Sýrie by vyzval Rusko k vytvoření jednotné koalice a společnému řešení problému.

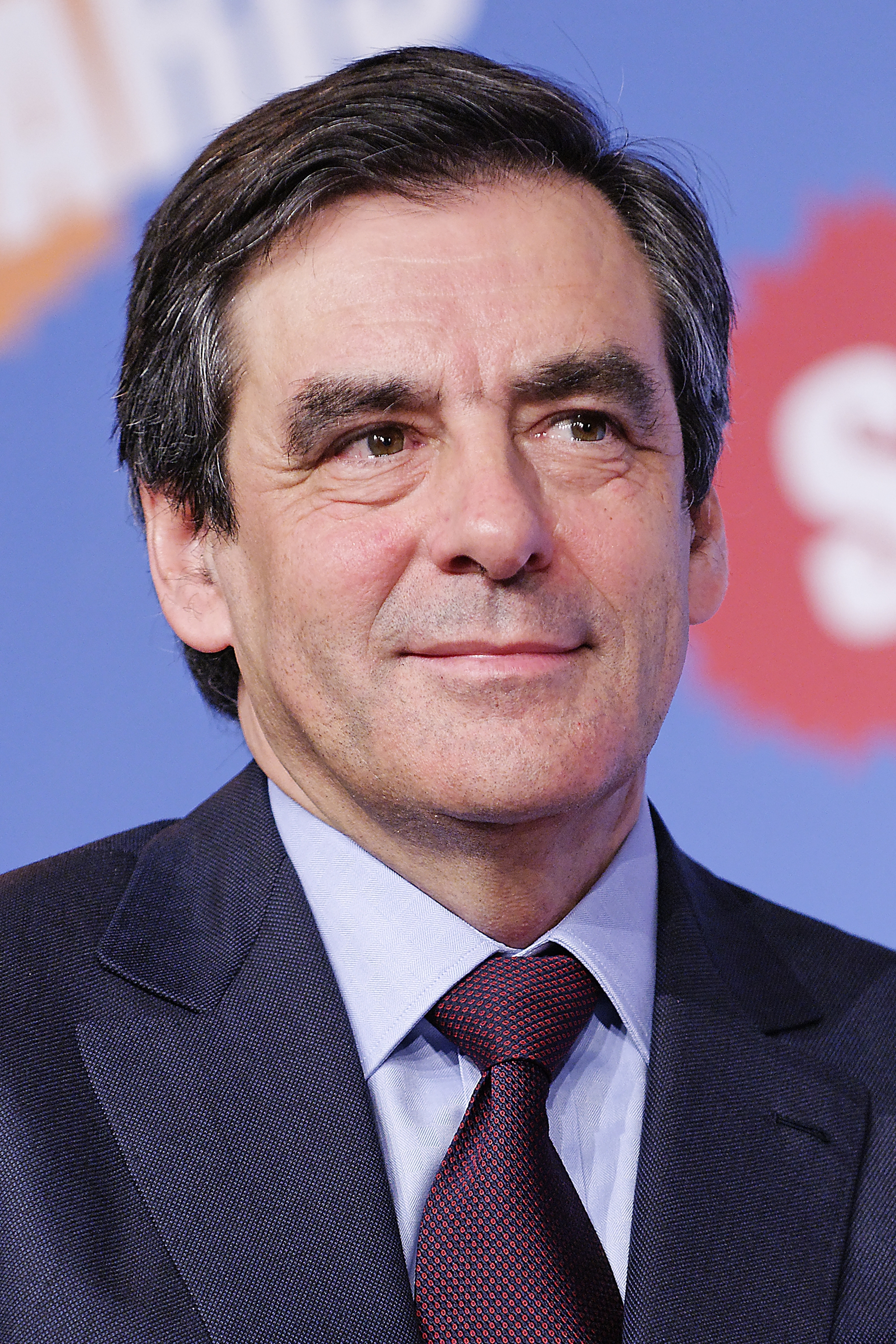
Vítěz primárních voleb Francois Fillon

### Francois Fillon
François Fillon je bývalý premiér (2007-2012). V rámci domácí politiky odmítá sňatky homosexuálů a jejich právo na osvojení dítěte, asistovanou reprodukci u lesbických párů či využívání náhradních matek. V souvislosti s uprchlickou krizí chce vyhlásit referendum o kvótách pro přijímání imigrantů. Jeho zahraniční názory jsou proruské, má dobré vztahy s Vladimírem Putinem. Kritický pohled má na Severoatlantickou alianci a podporuje tvrdší postup proti islámskému terorismu. Plánuje snížit počet míst ve veřejném sektoru a prodloužit pracovní týden. K ekonomice má však liberální přístup, je obdivovatelem Margaret Thatcherové a má vstřícné názory vůči Evropské unii.

### Alain Juppé
Alain Juppé je bývalý premiér (1995-1997) v rámci kandidatury slíbil ekonomickou reformu a více peněz vynaložených na ochranu státu a řešení uprchlické krize. Ve svém programu předkládá návrh na větší kontrolu hranic Francie. Chce pozměnit Schengenskou dohodu za účelem vzniku pohraniční policie. V rámci řešení aktuálních problemů s uprchlíky chce zajistit dohodu mezi státy, ze kterých obyvatelé prchají, o jejich vrácení do původní země.

## Průběh voleb
První kolo primárních republikánských voleb se konalo 21. listopadu 2016. Hlas pak mohl dát každý, kdo zaplatil poplatek dvě eura a stvrdil podpisem, že souhlasí s politickými hodnotami pravice a středu (nebylo nutné vlastnit stranický průkaz). Překvapivá byla vysoká účast, voleb se totiž zúčastnilo 4,3 milionu občanů. Dle očekávání měl zvítězit umírněný Alain Juppé, jehož hlavním konkurentem měl být Nicolas Sarkozy, jenž se ve své silně pravicové kampani zaměřoval na omezení přistěhovalectví, bezpečnost Francie a boj proti terorismu. v průběhu kampaní se však situace změnila, když se kandidáti setkali v celkem třech debatách a průzkumy začaly predikovat vítězství Francoise Fillona. Ten navíc vydal svou knihu Jak porazit islámskou totalitu a začal získávat voliče soustředěním se na boj s islámským terorismem a ISIS.  Juppému navíc podle mnohých chyběla schopnost zaujmout davy a byl vnímán jako představitel mainstreamové politiky, jež byla např. Marií Le Penovou tak často kritizována. Kandidáti se shodovali v postojích k většině problémů, při rozhodování voličů tak hrála roli i reputace jednotlivých politiků. Francois Fillon tedy ve výsledku získal nejvíce hlasů, a to 44% z celkového počtu. Juppé nakonec získal přes 28% hlasů, Nicolas Sarkozy skončil s 21% hlasů na třetím místě. Jelikož však nikdo nezískal potřebnou nadpoloviční většinu, museli se Fillon a Juppé, tedy 2 kandidáti s nejvyšším počtem hlasů, utkat ještě ve druhém kole.
Oba kandidáti se střetli v debatě 24. listopadu 2016. Soustředili se v ní hlavně na představení svých programů. Kandidáti se rozcházejí v názorech na řešení zásadních ekonomických i sociálních otázek. Neshodnou se ani ve svém postoji k Rusku, s nímž chce Francois Fillon spolupracovat v boji s Islámským státem. Juppé však nechce ustupovat od protiruských sankcí vzhledem k jejich aktivitě v Sýrii a na Ukrajině. Veřejnost označila za vítěze debaty Fillona, jenž své návrhy změn sám považuje za radikálnější, Přesvědčil 57 procent z dotázaných voličů, bez ohledu na jejich politické preference. Z konzervativních a středopravicových voličů ho pak za přesvědčivějšího považovalo 71 procent. Z druhého kola voleb nakonec vyšel jako vítěz Francois Fillon, který potvrdil své vítězství z prvního kola celkovým ziskem 69,5% všech hlasů. Juppé svou prohru uznal a slíbil, že Fillona ve druhém kole prezidentských voleb podpoří.

## Volba prezidenta Francie
Dvoukolová volba francouzského prezidenta se uskutečnila 23. dubna a 7. května 2017. V boji o Elysejský palác byla dle předpokladů jeho nejvážnější soupeřkou kandidátka Národní fronty Marie Le Penová, jež je někdy označována jako „Francouzský Trump“. Oba kandidáty spojuje podobně radikální pohled na boj s islámským terorismem, Fillona však od jeho protikandidátky odlišuje nejvíce jeho podpora evropské integrace.